# Кунджа
Ку́нджа (лат. Salvelinus leucomaenis) — вид лучепёрых рыб, азиатский эндемик из рода гольцов семейства лососёвых.
Кунджа крупная рыба — её максимальные размеры достигают более 1 м и около 11 кг, хотя чаще всего ловятся рыбы размером 30—60 см и 0,5—3 кг (в реке Ола вблизи Магадана зарегистрирован случай поимки кунджи длиной 1,5 м. Отличается от арктического гольца меньшим числом жаберных тычинок (16—18, у мелких экземпляров — 12). Спина у рыбы тёмная, брюшко светлое, серебристое, бока коричневатые с крупными светлыми пятнами.
Обитает в бассейне Тихого океана от Пенжины, Командорских островов и Камчатки до острова Хоккайдо. Есть она и на Курильских и Шантарских островах, по всему охотскому побережью и в Амуре. Встречается вплоть до залива Петра Великого.
Кунджа — проходной голец. Жилые (то есть непроходные пресноводные) формы у неё не обнаружены нигде, кроме озера Сикоцу на острове Хоккайдо. На нерест кунджа заходит в реки и озера. Половой зрелости достигает на 3—4-м годах жизни при длине 23—40 см. Икрометание в различных районах происходит с июня по сентябрь. Икру закапывает, отнерестившиеся особи остаются в реке до весны, а затем уходят в море. Молодь проводит в реке 2—4 года, после чего начинает скатываться в море для нагула в летние месяцы. В период пребывания в реке молодь питается личинками ручейников и других насекомых. Продолжительность жизни кунджи составляет 10 лет. В период нагула в море кунджа не совершает протяженных миграций и держится в предустьевых участках рек или недалеко от побережья. Летом активно питается малоротой корюшкой, песчанкой, бычками, молодью тихоокеанских лососей при их скате в море. На зимовку кунджа возвращается в реки. Взрослая кунджа — активный хищник. Имеет местное промысловое значение и является объектом спортивного рыболовства.